# .cr
.cr је највиши Интернет домен државних кодова (ccTLD) за Костарику.

## Другостепени домени
- ac.cr: академски: универзитети
- co.cr: комерцијални
- ed.cr: образовање: колеџи, средње школе...
- fi.cr: финансијске институције као што су банке
- go.cr: владин
- or.cr: непрофитне организације
- sa.cr: институције повезане са здрављем